# Lectures pour tous (émission de télévision)
Pour les articles homonymes, voir Lectures pour tous.
Lectures pour tous est la première émission littéraire de la télévision française. Proposée par Jean d'Arcy — alors directeur des programmes de la télévision française —, créée et présentée par Pierre Dumayet, Pierre Desgraupes et Max-Pol Fouchet, elle fut diffusée du 27 mars 1953 au 8 mai 1968, en premier lieu par la RTF et ensuite la première chaîne de l'ORTF.

## Prémisse
Le principe de l'émission est d'analyser et de passer en revue la littérature à la télévision,. Des auteurs de livres sont interviewés, l'émission a été conçue pour divertir et éduquer le public français. Des personnes de tous horizons sont invitées à discuter de littérature dans l'émission.

## Réception
L'émission est saluée par la critique pour avoir élevé la qualité de la télévision française. Selon Le Monde en 1962, Lectures pour tous réunit entre 26 % et 32 % du public télévisuel français.

## Emissions
En 1954, Sarane Alexandrian et Victor Brauner sont invités pour l'ouvrage Victor Brauner l’illuminateur.
En 1958, Elie Wiesel est interviewé pour son livre La Nuit. 
Le 1er octobre 1959, l'émission contribue à la notoriété  d'André Schwarz-Bart  qui est interviewé. Après l'émission télévisée, Le Dernier des Justes est vendu à 45 000 exemplaires. 
En 1960, les auteurs du Matin des magiciens Louis Pauwels et Jacques Bergier sont les invités de Lectures pour tous une semaine après la publication de l'ouvrage.
En 1963, à l'occasion de la publication en français de l'autobiographie du 14e dalaï-lama Ma terre et mon peuple, une interview de Dagpo Rinpoché et de Thoupten Phuntshog par Pierre Dumayet est diffusée dans l'émission Lectures pour tous,.